# Adeloparius trimaculatus
Adeloparius trimaculatus är en skalbaggsart som beskrevs av Schmidt 1909. Adeloparius trimaculatus ingår i släktet Adeloparius och familjen Aphodiidae. Inga underarter finns listade i Catalogue of Life.